# Willi Wiesner
Willi Hermann Wiesner (* 19. Februar 1898 in Landsberg an der Warthe; † 23. April 1952 in Hamburg) war ein deutscher Produktions- und Herstellungsleiter beim Film.

## Leben und Wirken
Wiesner, Sohn eines Schuhmachermeisters, besuchte die Realschule und begann anschließend als Herrenausstatter zu arbeiten. 1927 wechselte er als Prokurist zum Film. Ab Mitte der 1930er Jahre ist er bei Filmen wie Liebesleute, Eskapade, Onkel Bräsig, Die göttliche Jette, Meine Freundin Barbara, Streit um den Knaben Jo und Anna Favetti als Produktionsassistent Hermann Grunds nachzuweisen. 
1938 stieg Willi Wiesner zum Produktionsleiter auf. Anfang der 1940er Jahre wurde er von der Tobis als Herstellungsleiter mit dem technisch reibungslosen Ablauf zweier ambitionierter Großproduktionen, den tendenziösen Filmen Bismarck und Der große König, betraut. Anschließend war Wiesner bis kurz vor Kriegsende mit Harry Piels langwierigem Panik-Film beschäftigt. 
Nach dem Krieg arbeitete Willi Wiesner als Produktionsleiter für Hamburger Firmen, ab 1950 für seine eigene Gesellschaft, die Rondo-Film. Bereits zwei Jahre darauf verstarb er im Alter von nur 54 Jahren.

## Filmografie
als (Co-)Produktions- oder Herstellungsleiter, wenn nicht anders angegeben
- 1937: Streit um den Knaben Jo
- 1938: Schwarzfahrt ins Glück
- 1940: Stern von Rio
- 1940: Bismarck
- 1940/42: Der große König
- 1940/53: Gesprengte Gitter
- 1947: Wege im Zwielicht
- 1948: Schuld allein ist der Wein
- 1949: Verführte Hände
- 1950: Export in Blond
- 1950: Furioso (auch Produktion)
- 1951: Das späte Mädchen (auch Produktion)